# Linzer Luft
Bei der Linzer Luft handelt es sich um eine von 1982 bis 1995 in Linz, Oberösterreich, tätige Bürgerinitiative.

## Geschichte
Die Bürgerinitiative „Linzer Luft“ wurde im Herbst 1982 als unabhängige und überparteiliche Bürgerinitiative gegründet. Ziel der Initiative war es, sich für eine Verbesserung der Linzer Luftverhältnisse einzusetzen. Die erste große Aktion der Bürgerinitiative war eine Unterschriftenaktion im Jahr 1983, bei der sechs Forderungen aufgestellt wurden. Es konnten 10.000 Unterschriften gesammelt und ein erster Erfolg verbucht werden: Die Trichlorphenolanlage der Chemie Linz AG wurde unter dem Druck der Öffentlichkeit gesperrt.
Im Herbst 1984 wurde die erste Ausgabe der Zeitung der „Linzer Luft“, die „Luftveränderungszeitung Luftpost“, gedruckt. Das Jahr 1985 war von zwei großen Themen gekennzeichnet: vom „Schwerpunkt Smogalarmplan“ und einer internen Diskussion über eine eventuelle Teilnahme an der Gemeinderatswahl; dazu kam es aber nie. Im Dezember 1985 gab es in Linz einen Smogalarm. Die „Linzer Luft“ organisierte kurzfristig Schweigemärsche durch die Linzer Innenstadt. Dadurch konnte eine Abänderung des Linzer Smogalarmplanes erreicht werden.

### Bürgerbeteiligungsverfahren
In den Mittelpunkt des Interesses der „Linzer Luft“ trat ab 1987 die geplante Sondermüllverbrennungsanlage am VÖEST-Gelände in Linz. Durch eine Unterschriftenaktion wurde erreicht, dass ein Bürgerbeteiligungsverfahren gestartet wurde. Anfang des Jahres 1989 erhielt die Bürgerinitiative „Linzer Luft“ für ihre unentgeltliche Tätigkeit im Bürgerbeteiligungsverfahren und andere „Verdienste in Angelegenheiten des Umweltschutzes um die Landeshauptstadt Linz“ den „Umweltschutzpreis der Stadt Linz 1988“. Der Bau einer Sondermüllverbrennungsanlage konnte schlussendlich verhindert werden.
1989 hatte sich die „Linzer Luft“ auch dem „Verband der Oberösterreichischen Müllinitiativen“ angeschlossen. Im Jänner 1990 wurde von der „Linzer Luft“ eine Unterschriftenaktion gestartet, um als „Parlamentarische Bürgerinitiative“ Forderungen ins Parlament einbringen zu können. Dies konnte erreicht werden. Umweltministerin Marilies Flemming reagierte auf die Vorstellung der „Parlamentarischen Bürgerinitiative“ rasch und lud zu einem „Umweltgipfel“.

### Auflösung
Im April 1993 kam es zur vorläufigen Auflösung der Bürgerinitiative. Als der langjährige Sprecher der „Linzer Luft“, Gottfried Selgrad, 1994 einen Anruf aus der Chemie Linz AG und die Einladung, an einem Bürgerbeteiligungsverfahren teilzunehmen, bekam, kam es zu einer vorübergehenden und auf die Dauer des Verfahrens befristeten Neuformation der Bürgerinitiative. Für diese Tätigkeit erhielt die „Linzer Luft“ im Jänner 1996 abermals den „Umweltschutzpreis der Stadt Linz“.
Dieses zweite Bürgerbeteiligungsverfahren stellte nun tatsächlich die letzte Aktion der Bürgerinitiative „Linzer Luft“ dar.